# Mikio Manaka
Mikio Manaka (眞中 幹夫?, Manaka Mikio; Prefettura di Ibaraki, 22 maggio 1969) è un ex calciatore giapponese, di ruolo difensore.